# Liste des gares de Lot-et-Garonne

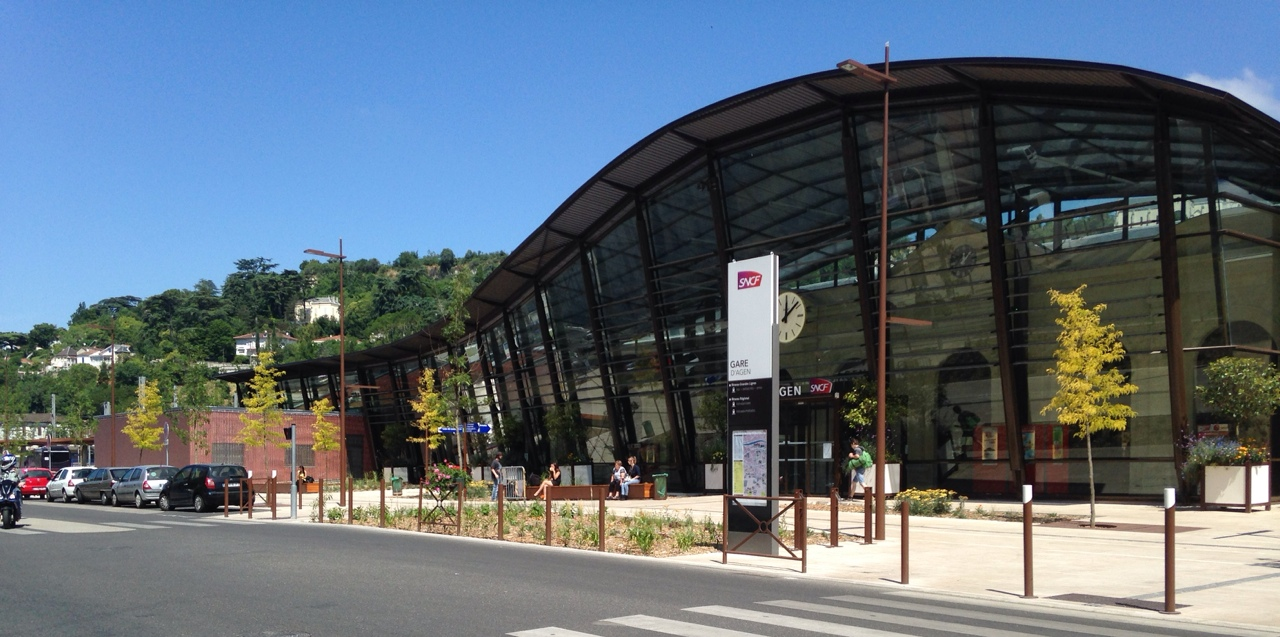
La gare d'Agen.

La liste des gares de Lot-et-Garonne, est une liste des gares ferroviaires, haltes ou arrêts, situées dans le département de Lot-et-Garonne.
Liste actuellement non exhaustive, les gares fermées sont en italique.

## Gares ferroviaires des lignes du réseau national

### Gares ouvertes au trafic voyageurs
- Gare d'Agen
- Gare d'Aiguillon
- Gare de Laroque
- Gare de Marmande
- Gare de Monsempron-Libos
- Gare de Penne (Lot-et-Garonne)
- Gare de Port-Sainte-Marie
- Gare de Sainte-Bazeille
- Gare de Sauveterre-la-Lémance
- Gare de Tonneins

### Gares uniquement marchandises: situées sur une ligne en service
- Gare de Layrac (ITE fret)

### Gares fermées au trafic voyageurs: situées sur une ligne en service
- Gare d'Astaffort
- Gare de Bon-Encontre
- Gare de Cuzorn
- Halte de Goulens
- Gare de Lafox
- Gare de Pont-du-Casse
- Gare de Saint-Nicolas - Saint-Romain
- Gare de Trentels-Ladignac

## Les lignes ferroviaires
- Ligne de Bordeaux-Saint-Jean à Sète-Ville
- Ligne de Bon-Encontre à Vic-en-Bigorre
- Ligne de Niversac à Agen